# بورانبایوو
بورانبایوو (به لاتین: Buranbayevo) یک منطقهٔ مسکونی در روسیه است که در باشقیرستان واقع شده‌است.